# Lars Hedström (född 1953)
Lars Olof Hedström, född 1 juli 1953 i Huddinge församling i Stockholms län, är en svensk brandingenjör och ämbetsman.

## Biografi
Hedström var brandman i Botkyrka kommun 1974–1980 och tog brandingenjörsexamen 1979. Därefter var han brandingenjör i Botkyrka kommun 1981–87, ställföreträdande räddningschef i Södertälje kommun 1987–1995 och stabschef i Södertörns brandförsvarsförbund 1995–2000. Därefter var han 2000 stabsofficer för Civil Emergency Planning vid NATO:s högkvarter i Bryssel. Åren 2000–2003 var han överdirektör vid Räddningsverket. Han var 2003–2007 överdirektör vid Krisberedskapsmyndigheten, där han också var tillförordnad generaldirektör.
Hedström har lett svenska civila sök- och räddningsinsatser efter jordbävningar i Turkiet 1999 och Pakistan 2005. Han ledde också den första svenska insatsen till Thailand efter flodvågskatastrofen i december 2004.
Lars Hedström var departementsråd vid Statsrådsberedningen 2007–2012. Som departementsråd bistod han generaldirektör Christina Salomonson i det nyinrättade Kansliet för krishantering i Statsrådsberedningen och var kansliets ställföreträdande chef. Mellan 2012 och 2017 var han chef för Institutet för högre totalförsvarsutbildning (IHT) vid Försvarshögskolan. Sedan 2018 är Hedström biträdande institutionschef för Institutionen för säkerhet, strategi och ledarskap vid Försvarshögskolan.
Hedström invaldes som ledamot i Kungliga Krigsvetenskapsakademien 2016.